# كاثي جاكسون
كاثي جاكسون (بالإنجليزية: Kathy Jackson)‏ هي نقابية أسترالية، ولدت في القرن العشرين.